# Resclosa d'estalvi energètic

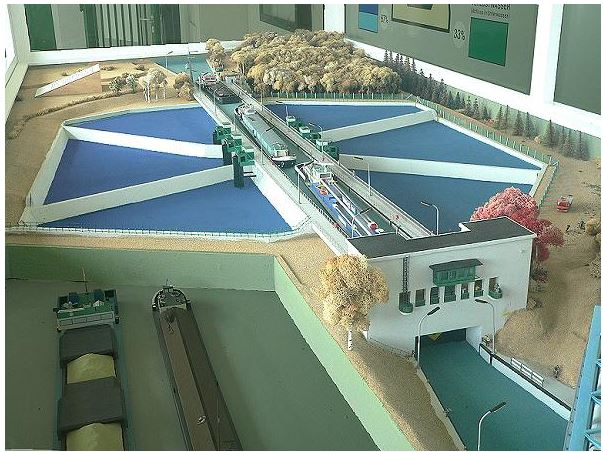
Model de la comporta d'estalvi Sülfeld amb tres dipòsits (doblats)

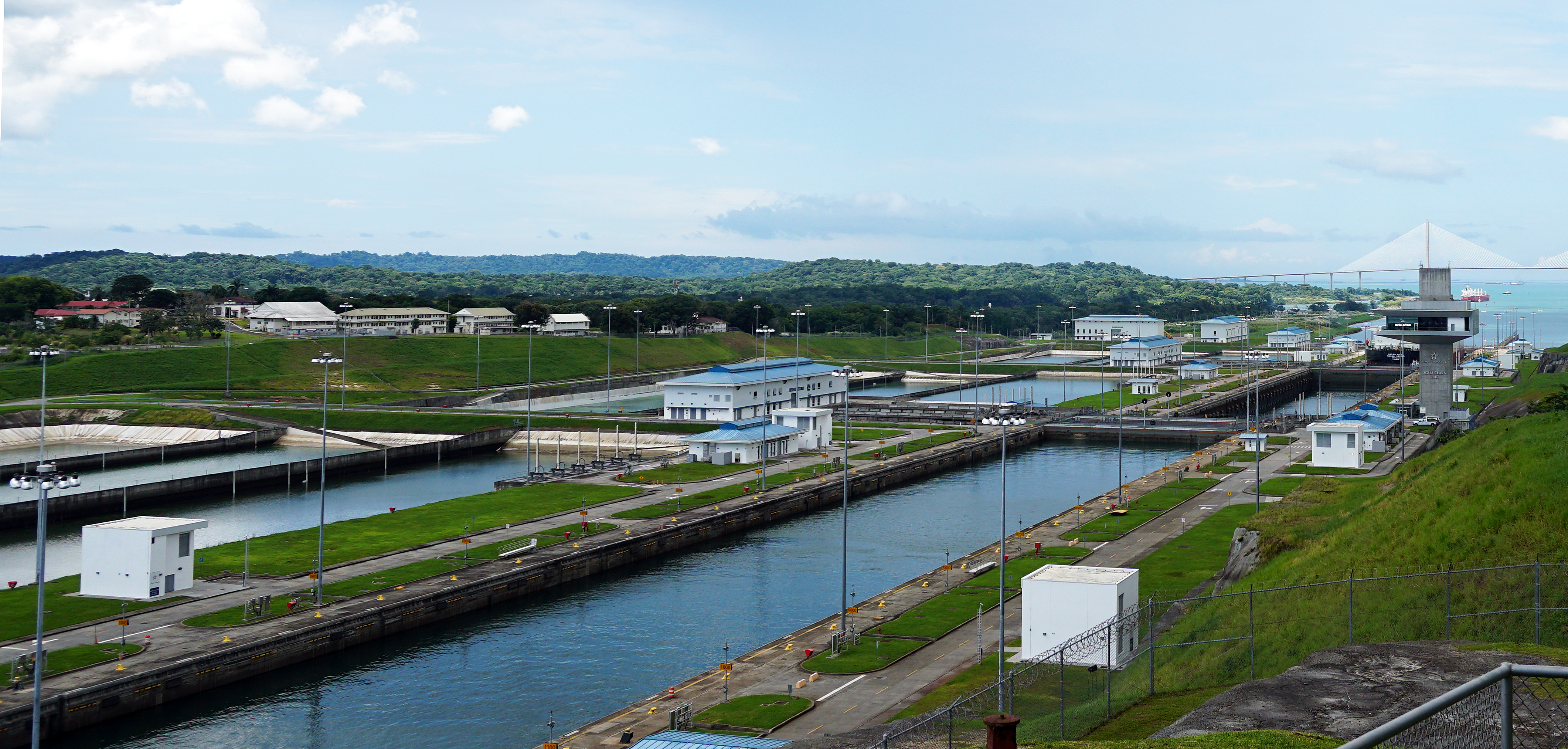
Resclosa d'Agua Clara amb tres dipòsits d'estalvi d'aigua

Una "resclosa amb estalvi d'aigua" és una resclosa sobre un canal artificial, que mitjançant una transferència encreuada permet estalviar l'aigua que corre el risc d'esgotar-se en períodes secs, per tant, la retirada s'ha de limitar al mínim estricte, és a dir, només al que sigui necessari per compensar les pèrdues per evaporació, evapotranspiració i eventuals fuites i infiltracions residuals a través de la capa impermeabilitzant.
Les dipòsits d'estalvi s'associen generalment (segons el principi de vasos comunicants controlats per sistemes de vàlvules) amb grans rescloses amb desnivells molt elevats (30 m i més). Per raó de les freqüents variacions de pressió sobre el sòl que suporta les seves parets, aquests rescloses han d'estar especialment ben dissenyades tècnicament. De vegades poden tenir l'inconvenient d'allargar la durada del trànsit per la resclosa; més o menys segons el disseny del sistema, el nombre de dipòsits i la disponibilitat d'aigua.

## Antecedents
- 1794. The Repertory of arts and manufactures: Pag. 376, On the means of saving a portion of the water commonly expended in Canal-Lockage, by side ponds; in a Letter from William Pitt, Esq. Surveyor to the Wrley and Essington Canal Company.[4]

- 1800.The Repertory of Arts and Manufactures. XXXIX. Specification of the Patent granted to Mr. JAMES PLAYFAIR, of Ruffell Place, in the Parish of St. Pancras, Architect ; for his Method of constructing Locks for navigable Canals, on Principles entirely new , and alfo of improving thofe already erected, whereby any given Portion ofthe Water, in the Afcent and Defcent of Vefsels, is faved.[5][6]

- 1828. Mémoire sur l'établissement des bassins d'épargne dans les canaux de navigation, et sur les moyens d'économiser une grande partie de l'eau qui se dépense annuellement au canal de Ladoga ; par m. bazaine , général au corps des ingénieurs des voies de communication de Russie , élève de l'École Polytechnique.[7]

## Consum d'aigua

Animació d'una resclosa d'estalvi. Els tres dipòsits d'estalvi tenen cadascun 1⁄5 del volum total, és a dir, junts són el 60% total, fet que redueix la pèrdua de la resclosa al 40%/pas..

Quan un vaixell baixa un nivell, es perd una quantitat d'aigua. Això s'ha de tenir en compte a l'hora de dissenyar una resclosa, perquè cada litre d'aigua que es perd (o, en altres paraules, flueix de la part superior del canal a la part inferior) s'ha de reposar d'alguna manera. Amb un canal que ha de superar un desnivell, i on primer es fa pujar i després es torna a baixar, o bé hi ha d'haver una font d'aigua a la part alta del canal, o bé l'aigua utilitzada s'haurà de bombejar de nou cap el nivell superior, i això això requereix molta energia. Tanmateix, l'aigua que s'evacua per gravetat podria, teòricament, ser turbinada per produir electricitat.

### Volum d'aigua emprat per una comporta
Quan una comporta clàssica passa de "buida" a "plena" (amunt ), una massa d'aigua de L x W x H baixa del nivell superior, on L és la longitud de la comporta, B és l'amplada i H és l'alçada amb que es pot aixecar el vaixell. No importa si hi ha un o més vaixells a la resclosa, el consum d'aigua és el mateix en tots dos casos. Això es pot il·lustrar amb els esbossos següents.

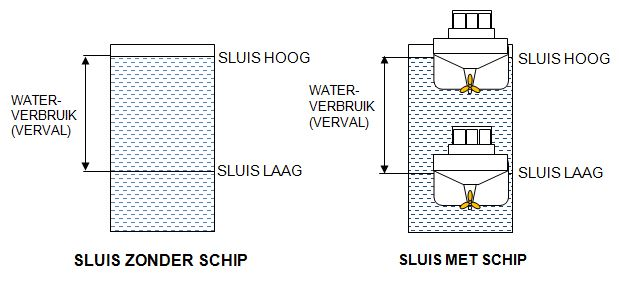
El consum d'aigua d'una resclosa

Per tant, una resclosa normal "consumeix" sempre la mateixa quantitat d'aigua cada vegada que quelcom hi passa, independentment del trànsit marítim. Si en un canal hi ha vàries rescloses, preferiblement haurien de tenir les mateixes dimensions, en cas contrari la gestió de l'aigua no serà la adequada. Per exemple, abans hi havia 13 rescloses al Zuid-Willemsvaart entre Den Bosch i Nederweert, 12 dels quals tenien les mateixes dimensions, però la de Den Bosch era molt més gran. Com a resultat, la comporta de Den Bosch es podia emprar amb molta menys freqüència que les altres comportes, ja que hi havia un subministrament insuficient d'aigua. Per als vaixells això sovint significava llargues esperes. El 1993, tres rescloses a Helmond es van fusionar en una de més gran, per aquest motiu es va haver d'ajustar el nombre de rescloses al consum d'aigua.

## Limitació del consum d'aigua

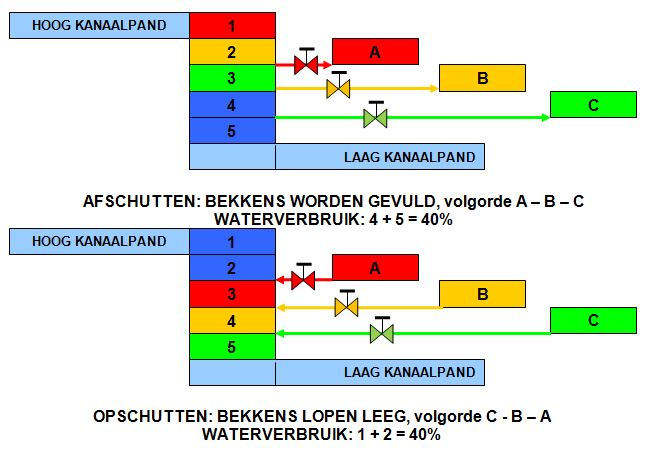
Esquema de comporta amb estalvi d'aigua emprant 3 basses auxiliars

Si el consum d'aigua de les rescloses d'un canal causa problemes perquè no hi ha prou subministrament, per descomptat es poden utilitzar bombes per mantenir tots les rescloses del canal a nivell. Això costa molta energia i per això s'ha ideat una altra solució: el bloqueig d'estalvi. la comporta d'estalvi té una cambra de comporta normal i el pas es fa de la mateixa manera que amb una comporta normal. Al costat de la resclosa s'han construït uns embassaments, que poden emmagatzemar temporalment part de l'aigua de la resclosa quan es tanca la resclosa, de manera que es pugui tornar a utilitzar quan s'obri la resclosa. Segons el nombre d'embassaments, es pot aconseguir un estalvi considerable d'aigua. La imatge de la dreta mostra la comporta d'estalvi de Sülfeld al canal Mittelland.

### Funcionament
El principi és senzill, però potser una mica difícil d'entendre. L'esbós següent mostra què passa en una resclosa de baix consum que està equipada amb tres dipòsits per cambra de resclosa. El volum de la comporta es divideix en cinc parts iguals. Al costat de la resclosa s'han construït tres embassaments iguals, cadascun dels quals pot emmagatzemar 1/5 de l'aigua que surt o entra a la resclosa. Els dipòsits es construeixen a les altures de les parts 2, 3 i 4 del desnivell. Les vàlvules dels conductes de subministrament i descàrrega garanteixen que aquests conductes es puguin obrir i tancar a temps.
Quan la resclosa està tancada, l'aigua surt de la cambra de la resclosa: primer (1/5 de gota, núm. 1) a la dipòsit A, després (núm. 2) a la dipòsit B, després (núm. 3) al dipòsit C. Queda un volum de 2/5, 40%. Aquesta aigua corre des de la part superior de la reclosa fins a la part baixa de la resclosa i constitueix el consum d'aigua de la resclosa. per cada operació. Estalvi: 60%.
Quan es tanca, l'aigua flueix des de les dipòsits a la cambra de la comporta: primer des de la dipòsit C (1/5 de gota, núm. 5), després des de la dipòsit B (de nou 1/5 de gota, núm. 4), després des de la dipòsit A (de nou 1/5 decaïment, núm. 3). De nou queda 2/5 decaïment, 40%. Aquesta aigua corre des de l'edifici alt del canal cap a la cambra de la resclosa i forma el consum d'aigua de la resclosa. Estalvi: 60%.

## Canal de Panamà

Animació d'una resclosa d'estalvi. Els tres dipòsits d'estalvi tenen cadascun 1⁄5 del volum total, és a dir, junts són el 60% total, fet que redueix la pèrdua de la resclosa al 40%/pas..

El projecte d'ampliació del canal de Panamà inaugurat el 2016. Abans les rescloses Panamax mesuraven 305 x 34 m, amb un desnivell total des del llac Gatún de 26 metres. El consum total d'aigua per pas (comportes amunt i després avall) seria d'aproximadament 270.000 tones sense mesures d'estalvi d'aigua. Amb el sistema antic, el riu Chagres, que alimenta el llac Gatún al mig del canal, no tindria suficient cabal per alimentar l'ús continuat de les noves rescloses el doble de grans, per això les noves rescloses Neo-Panamax que estan equipades amb tres embassaments al costat de cada resclosa, és a dir les noves rescloses són doncs, rescloses d'estalvi energètic, amb un consum d'aigua un 60% inferior, amb un consum inferior a les rescloses antigues, tot i tenint en compte que són el doble de grans.
El canal de Panamà té cinc grups de rescloses. Els sistemes de rescloses antigues estan dissenyats per parelles per al trànsit en ambdós sentits i com a precaució per a les interrupcions del manteniment i les noves són del tipus d'estalvi energètic

## Altres projectes
Els dipòsits poden estar a un costat de la comporta, o als dos costats i poden tenir la forma desitjada. S'ha trobat una bona solució a la doble resclosa de Sülfeld, on s'han construït dipòsits triangulars a banda i banda de les dues cambres de comporta, tres per cada cambra. La imatge del model pot mostrar que els tres dipòsits per a una cambra de comporta es troben a diferents altures. L'any 2012 es va construir una resclosa de balneari amb dos embassaments a la via fluvial Erica - Ter Apel.

## Resclosa doble

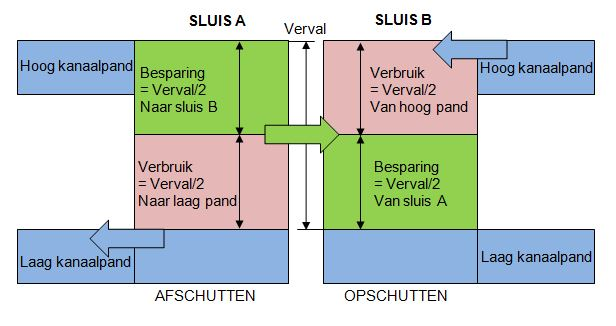
Resclosa d'estalvi doble, moment amb les rescloses A i B tancades

Un tipus senzill de resclosa d'estalvi d'aigua és la "resclosa doble d'estalvi", tècnica adoptada a Panamà amb el nom de "Llenados cruzados en las esclusas Panamax", interconnectant lateralment una resclosa del canal alt o "resclosa mestra "amb una resclosa del canal baix o "resclosa esclava", que quan hi ha més d'un parell de rescloses s'han de connectar desfasades o "creuades". L'any 2014 es va inaugurar una "doble resclosa d'estalvi" al canal de Dortmund-Ems prop de Münster. Aquest tipus de rescloses s'utilitzen sempre en funcionament encreuat, això significa que ambdues rescloses es bloquegen al mateix temps i, obrint una comporta lateral de interconnexió es transvasa l'aigua del costat més alt al costat més baix, és a dir, de la resclosa mestra a la reclosa esclava. Com que l'aigua transvasada de la resclosa mestra (la meitat del nivell) acaba a la resclosa esclava, s'aconsegueix un estalvi del 50%. En la imatge, ambdues rescloses estan tancades i passa l'aigua de la mestra A a la B.
La seqüència d'obertura i tancament de les comportes és la següent:
- Un vaixell entra des del canal alt a la resclosa mestra A i l'altre des del canal baix a la resclosa esclava B.
- Es tanquen totes les comportes.
- S'obre la vàlvula d'interconnexió entre les cambres de les dues rescloses
- Des de la resclosa mestra A, la meitat del volum d'aigua flueix a la resclosa esclava B. Aleshores, el nivell és el mateix en ambdues rescloses.
- Es tanca la comporta de connexió entre les dues rescloses.

- S'obre la vàlvula de la resclosa mestra A, la meitat del volum d'aigua es buida cap el canal baix.

- S'obra les comporta A per a la sortida del vaixell A

- A la resclosa esclava B, s'omple des de la part alta del canal la meitat de la cambra hidràulica
- S'obra la comporta B per a la sortida del segon vaixell B

A continuació, es repeteix el procés, amb l'obertura de la resclosa A i el tancament de la resclosa B.

## Resclosa d'estalvi diagonal

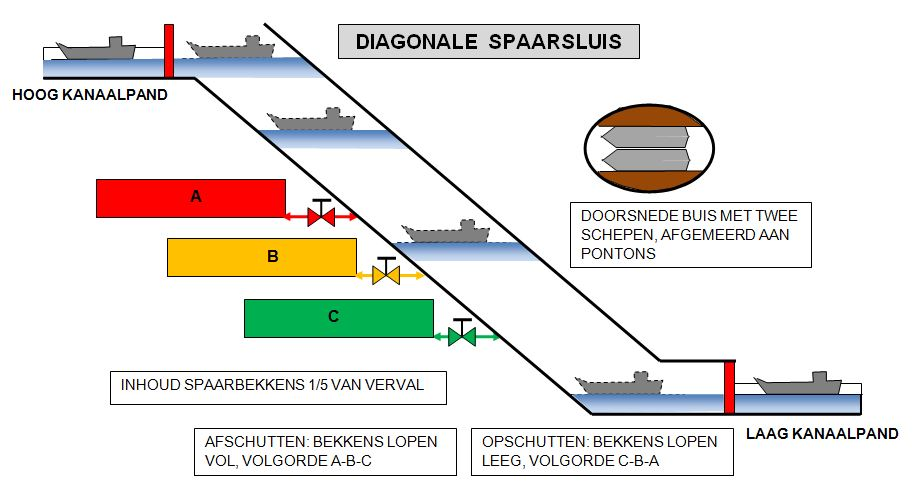
Principi d'un bloqueig d'estalvi en diagonal

Aquest nou concepte de resclosa d'estalvi encara no s'ha realitzat en cap canal. El disseny es basa en un tub de formigó que es troba al llarg d'un pendent. En principi, qualsevol diferència d'alçada desitjada es pot salvar d'una vegada, encara que això requereix una construcció molt resistent del tub de formigó a causa de l'alta pressió estàtica que es produeix. Quan puja cap amunt, el vaixell navega per una forta porta estanca i s'amarra en un pontó que s'adapta al tub inclinat. Es tanca la porta i s'introdueix aigua al tub. En un balneari això es fa primer drenant l'aigua dels embassaments i després l'aigua de la part superior per a la pujada restant. El vaixell puja amb el pontó i un cop allà, s'obre la porta superior i el vaixell surt. Amb un bloqueig, el procés s'inverteix, igual que amb un bloqueig d'estalvi normal. A Anglaterra hi ha un "Diagonal Lock Advisory Group" que ha identificat diversos llocs on es podria construir una resclosa d'estalvi en diagonal, com ara el restaurat canal de Lancaster a Kendal i la proposta de nova branca del Grand Union Canal entre Bedford i Milton Keynes.